# Yukon
Yukon er et nordvestlig canadisk territorium ved Yukon-floden. Hovedstaden hedder Whitehorse. Yukon grænser op til den amerikanske delstat Alaska mod vest, til Britisk Columbia mod syd og til Northwest Territories mod øst. Yukon er især kendt for det store guldfund ved Klondike, som i 1896 medførte stor indvandring. Arealet er på 482.515 kvadratkilometer og befolkningstallet er cirka 26.000 (1990).